# Franco Cardiello
Franco Cardiello (Eboli, 1º gennaio 1957) è un politico italiano.

## Biografia
Già esponente del Movimento Sociale Italiano (MSI), nel 1995 aderisce alla svolta di Fiuggi di Gianfranco Fini da MSI ad Alleanza Nazionale (AN).
Alle elezioni politiche del 1994 è candidato alla Camera dei deputati, nel collegio uninominale di Eboli, sostenuto solamente da Alleanza Nazionale (e non dagli altri partiti del Polo del Buon Governo), giungendo primo e venendo eletto deputato della XII Legislatura.
Alle successive elezioni politiche del 1996 viene ricandidato alla Camera dei deputati, sempre nel collegio uninominale n° 20 (Eboli), sostenuto dai partiti del Polo per le Libertà (FI, AN, CCD, CDU), venendo rieletto deputato della XIII Legislatura.
Alle elezioni politiche del 2001 è ricandidato per la terza volta alla Camera dei deputati, nuovamente nel collegio uninominale di Eboli, sostenuto dai partiti della Casa delle Libertà (FI, AN, CCD-CDU, Nuovo PSI), venendo rieletto per la terza volta deputato della XIV Legislatura.
Nel 2006 abbandona Alleanza Nazionale ad aderisce al nuovo partito di destra Azione Sociale di Alessandra Mussolini.
A tal proposito alle elezioni politiche del 2006 è ricandidato alla Camera dei Deputati, nella circoscrizione Campania 2, nelle liste di Alternativa Sociale (in seconda posizione, preceduto da Alessandra Mussolini), tuttavia, anche a causa dei bassissimi consensi (lo 0,67% a livello nazionale) che non consentono l'elezione di alcun parlamentare, non viene rieletto deputato. Con lo scioglimento di Alternativa Sociale, torna con la Mussolini in Azione Sociale.
In occasione delle elezioni anticipate del 2008 AS fa parte in autonomia del patto federativo de Il Popolo della Libertà di Silvio Berlusconi e Cardiello è candidato in Campania al Senato della Repubblica in diciannovesima posizione, risultando però il primo dei non eletti; tuttavia il 14 luglio 2010, in seguito alle dimissioni di Sergio Vetrella, viene eletto senatore della XVI Legislatura. Nel frattempo però AS è confluita nel PdL, diventato un vero partito e non più una lista elettorale. Cardiello aveva aderito al PdL già nel 2009.
Alle elezioni politiche del 2013 viene nuovamente candidato al Senato della Repubblica, in regione Campania, nelle liste del Popolo della Libertà (in diciottesima posizione), venendo rieletto senatore della XVII Legislatura (e quindi per la quinta volta parlamentare).
Il 16 novembre 2013, con la sospensione delle attività del Popolo della Libertà, aderisce alla rinascita di Forza Italia.
A luglio 2018 diventa capo della segreteria politica di Alessandra Mussolini, dopo che entrambi avevano lasciato Forza Italia.
Nel 2019 aderisce a Cambiamo!.